# 면천 복씨
면천 복씨(沔川卜氏)는 충청남도 당진시 면천면을 본관으로 하는 한국의 성씨이다. 시조 복지겸(卜智謙)은 고려 개국공신 1등에 녹훈되고, 태조의 묘정(廟廷)에 배향되었다.

## 역사
시조 복지겸(卜智謙)은 당나라 복학사(卜學士)의 후손으로, 태봉(泰封)의 마군장군(馬軍將軍)으로서 궁예(弓裔)가 민심을 잃자, 918년(태조 1)에 배현경(裵玄慶)·신숭겸(申崇謙)·홍유(洪儒)와 함께 왕건(王建)을 추대하여 고려를 세우고 개국공신 1등에 녹훈되었다. 이후 환선길(桓宣吉)과 임춘길(林春吉)의 모반을 평정하는 공을 세웠다. 994년(성종 13)에 태사(太師)에 추증되고 태조의 묘정(廟廷)에 배향되었다. 시호는 무공(武恭)이다. 시조의 묘소는 충청남도 당진시 순성면 양유리에 제단이 있으며 음력 10월 1일 향사한다.

## 역사 인물
- 복규(卜奎) : 1291년(충렬왕 17) 합단적(哈丹賊)이 원주를 침략하자 원주산성방호별감(原州山城防護別監)으로서 원충갑(元沖甲)과 함께 이를 크게 무찔렀다. 이 공로로 다음 해에 지서경유수가 되었으며, 1293년에는 본관인 면천현이 감무(監務)에서 현령이 파견되는 현으로 승격되었다. 그 뒤 판서(判書)로 벼슬에서 물러나고, 1298년 충선왕(忠宣王)이 즉위한 뒤 이전의 공로로써 다시 한 번 상전이 베풀어졌다.[3]

- 복기(卜祺) :  1302년(충렬왕 28) 급제자 28명을 모아 하성절표(賀聖節表)·상승상국서(上丞相國書)·축성수불소(祝聖壽佛疏)를 시험하였는데, 여기에서 합격하여 문한서령(文翰署令)에 임용되었다. 1310년(충선왕 2) 사헌규정(司憲糾正)을 지내고, 1323년(충숙왕 10)에는 내서사인(內書舍人)이 되었다.

- 복위룡(卜渭龍) : 복지겸의 18세손. 고려 공양왕 때 사온서(司醞署) 직장(直長)을 역임하였다. 고려 말 국운이 점점 기울어지자 정몽주(鄭夢周), 이색(李穡) 등과 함께 고려의 부흥을 꾀했으나 뜻을 이루지 못하고 두문동(杜門洞)에 들어가 은거하였다. 말년에는 낙향하여 홍성군 금마면에서 여생을 보냈으며, 태조 이성계(李成桂)가 벼슬을 제수했으나 응하지 않았다.

- 복한(卜僩) : 복위룡의 아들. 조선 세종조에 호조정랑(戶曹正郞), 사헌부 장령(掌令) 등을 역임하였고, 단종이 왕위에서 물러나자 벼슬을 버리고 낙향하였다. 어려서부터 효성이 지극하여 아버지가 돌아가시자 여막(廬幕)을 짓고 3년간 여묘살이를 하였다. 1453년(단종 1)에 조정에서 복한의 효행을 기리는 효자첩(孝子帖)을 내렸으며, 명나라 조정에까지 알려져 명제(明帝)의 칭찬이 담긴 국서를 받았다. 1458년(세조 4)에 복한의 효행을 기리는 효자비를 충청남도 홍성군 금마면 신곡리에 건립하였다. 홍성 복한 효자비는 충남문화재자료 제339호이다.

- 복오(卜吾) : 복한의 아들. 구례현감(求禮縣監), 판관(判官) 등을 역임하였고, 1455년(세조 1년) 원종공신 3등에 책록되었다.

- 복여(卜予) : 복오의 동생. 1435년(세종 17년) 문과에 급제하여 사간원 좌정언(左正言), 좌랑(佐郞), 사헌부지평(司憲府持平) 등을 역임하였고, 1455년(세조 1년) 원종공신 3등에 책록되었다.

- 복승정(卜承貞) : 복오의 아들. 1465년(세조 11)에 춘방문과(春坊文科)에 병과로 급제하였다. 곧 봉교(奉敎)를 거쳐, 1472년(성종 3)에는 그의 효심이 널리 알려져 정표를 내리라는 하교가 있었다. 1474년 사간원정언(司諫院正言)이 되고, 왜인의 침입을 막지 못한 관압사(管押使) 장유성(張有誠) 대신 다른 인물로 대치시킬 것을 주장하였다. 1479년 사헌부지평(司憲府持平)이 되었는데, 그는 명확한 논변으로 죄인에 대한 처벌을 주장하여 왕으로부터 신임을 받았다. 그 뒤 1489년(성종 19)에는 광흥창수(廣興倉守)가 되었는데, 신료들로부터 실력을 인정받아 이천부사(利川府使)로 추천되었다. 1494년 이천부사로 임기만료가 되었는데, 그곳의 부민들이 그를 연임해줄 것을 상언(上言)할 정도로 그 고을을 잘다스렸다. 그해 부민들의 상언에 따라 다른 지방의 수령들까지 포상의 범위가 논의되었다.

- 복희달(卜禧達) : 생원 복흥문(卜興文)의 아들. 1498년(연산군 4) 식년 문과에 급제하였다. 1506년 임사홍(任士洪)의 천거로 병조정랑(兵曹正郞)에 임명되었고, 중종 때 천안군수(天安郡守), 영광군수(靈光郡守), 회양부사(淮陽府使), 제용감 정(濟用監正)을 역임하였다.

## 과거 급제자
면천 복씨는 문과 급제자 8명을 배출하였다.
문과(文科)
복기(卜祺)고려 충렬왕(忠烈王)
복여(卜予)조선 세종17년(1435) 식년시 동진사(同進士)
복승정(卜承貞, 1732 壬子生)조선 세조11년(1465) 춘당대시 병과(丙科)
복희달(卜禧達, 1789 己酉生)조선 연산군4년(1498) 식년시 병과(丙科)
복태진(卜台鎭, 1732 壬子生)조선 영조35년(1759) 식년시 병과(丙科)
복태형(卜台衡, 1729 己酉生)조선 영조51년(1775) 별시 병과(丙科)
복내정(卜來禎, 1772 壬辰生)조선 순조10년(1810) 식년시 을과(乙科)
복내상(卜來相, 1789 己酉生)조선 순조19년(1819) 식년시 병과(丙科)
무과
복비룡(卜匪龍, 1637년생)조선 현종(顯宗) 11년(1670) 별시 병과(丙科)
생원시
복희달(卜禧達)조선 연산군(燕山君) 2년(1496) 식년시(式年試) 생원 3등
복재영(卜載榮)조선 고종(高宗) 4년(1867) 식년시(式年試) 생원 1등

## 집성촌
- 충청남도 청양군 대치면 탄정리, 주정리
- 충청남도 홍성군 금마면 장성리, 봉서리
- 전라북도 남원군 대산면 운교리
- 울산광역시 울주군 두서면 전읍리
- 충청남도 태안군 안면읍 중장리

## 인구
- 2000년 2,287가구 7,471명
- 2015년 9,538명